# 白城市
白城市（はくじょう-し）は、中華人民共和国吉林省に位置する地級市。

## 地理
白城市は吉林省北部、松嫩平原西端に位置する。松嫩平原は松花江と嫩江の流域に広がる平原で、白城市域の大安市付近で二つの川が合流し松花江が本流となる。

## 歴史
1954年に白城専区が設置され、旧黒竜江省管轄の白城・鎮賚・安広・洮南・開通・瞻楡の7県及び旧吉林省管轄の乾安県を管轄した。1956年に吉林省直轄の長嶺及び双遼の2県及び前ゴルロス・モンゴル族自治県が編入された。1958年の行政区画整理において双遼県は四平専区に移管、白城県城関区に県級市の白城市を設置すると同時に。白城・洮南2県を合併し洮安県を、大賚・安広の2県を合併し大安県を、開通・瞻楡の2県を合併し通楡県を新設、同時に公主嶺専区管轄の扶余県を編入し1市7県1自治県を管轄した。1969年にはフルンボイル盟管轄の突泉県及びホルチン右翼前旗を編入した1970年には白城地区と改称、1979年には突泉県とホルチン右翼前旗が内モンゴル自治区に移管されている。
1992年6月6日、扶余市（1987年に県級市に昇格）が廃止され松原地区が成立、乾安県・長嶺県及び前ゴルロス・モンゴル族自治県が松原地区に移管されている。
1993年6月14日、白城地区の廃止と地級市としての白城市が成立、県級市の白城市は廃止され洮北区と改編された。

## 行政区画
1市轄区・2県級市・2県を管轄する。
- 市轄区：洮北区
- 県級市：大安市・洮南市
- 県：鎮賚県・通楡県

| 白城市の地図                       |
| ---------------------------------- |
| 洮北区 鎮賚県 通楡県 洮南市 大安市 |

### 年表
この節の出典

#### 白城地区
- 1954年6月21日 - 黒龍江省鎮賚県・白城県・洮南県・安広県・大賚県・開通県・瞻楡県、吉林省乾安県を編入。吉林省白城専区が成立。(8県)
- 1956年7月3日 - 長嶺県・双遼県・前ゴルロス・モンゴル族自治県を編入。(10県1自治県)
- 1958年10月23日 (10県1自治県)
  - 公主嶺専区扶余県を編入。
  - 双遼県が四平専区に編入。
- 1958年11月21日 (1市7県1自治県)
  - 白城県の一部が分立し、白城市が発足。
  - 洮南県および白城県の残部が合併し、洮安県が発足。
  - 大賚県・安広県が合併し、大安県が発足。
  - 開通県・瞻楡県が合併し、通楡県が発足。
- 1965年11月29日 (1市7県1自治県)
  - 長嶺県の一部(朝陽公社)が長春市農安県に編入。
  - 長春市農安県の一部(巨宝公社・三青山公社)が長嶺県に編入。
- 1969年7月5日 - 内モンゴル自治区フルンボイル盟突泉県・ホルチン右翼前旗を編入。(1市8県1自治県1旗)
- 1971年2月4日 - 白城専区が白城地区に改称。(1市8県1自治県1旗)
- 1979年5月30日 - 突泉県・ホルチン右翼前旗が内モンゴル自治区フルンボイル盟に編入。(1市7県1自治県)
- 1987年5月21日 - 洮安県が市制施行し、洮南市となる。(2市6県1自治県)
- 1987年10月7日 - 扶余県が市制施行し、扶余市となる。(3市5県1自治県)
- 1988年8月30日 - 大安県が市制施行し、大安市となる。(4市4県1自治県)
- 1992年6月6日 (3市2県)
  - 扶余市が地級市の松原市に昇格。
  - 前ゴルロス・モンゴル族自治県・長嶺県・乾安県が松原市に編入。
- 1993年6月14日 - 白城地区が地級市の白城市に昇格。

#### 白城市
- 1993年6月14日 - 白城地区が地級市の白城市に昇格。(1区2市2県)
  - 白城市が区制施行し、洮北区が発足。
  - 洮南市の一部が洮北区に編入。
- 2005年10月18日 - 鎮賚県の一部が洮北区に編入。(1区2市2県)

## 資源
- 豊富な地下水資源と各種砂利、ベントナイトの資源を有する。
- 薬草は防風、桔梗、遠志、柴胡、黄芩、黄耆、沙参（中国語版）（日本名:トウシャジン、唐沙参）、甘草など。
- 作物はリョクトウとトウゴマ。

## 交通

### 航空
- 白城長安空港（中国語版）

### 鉄道

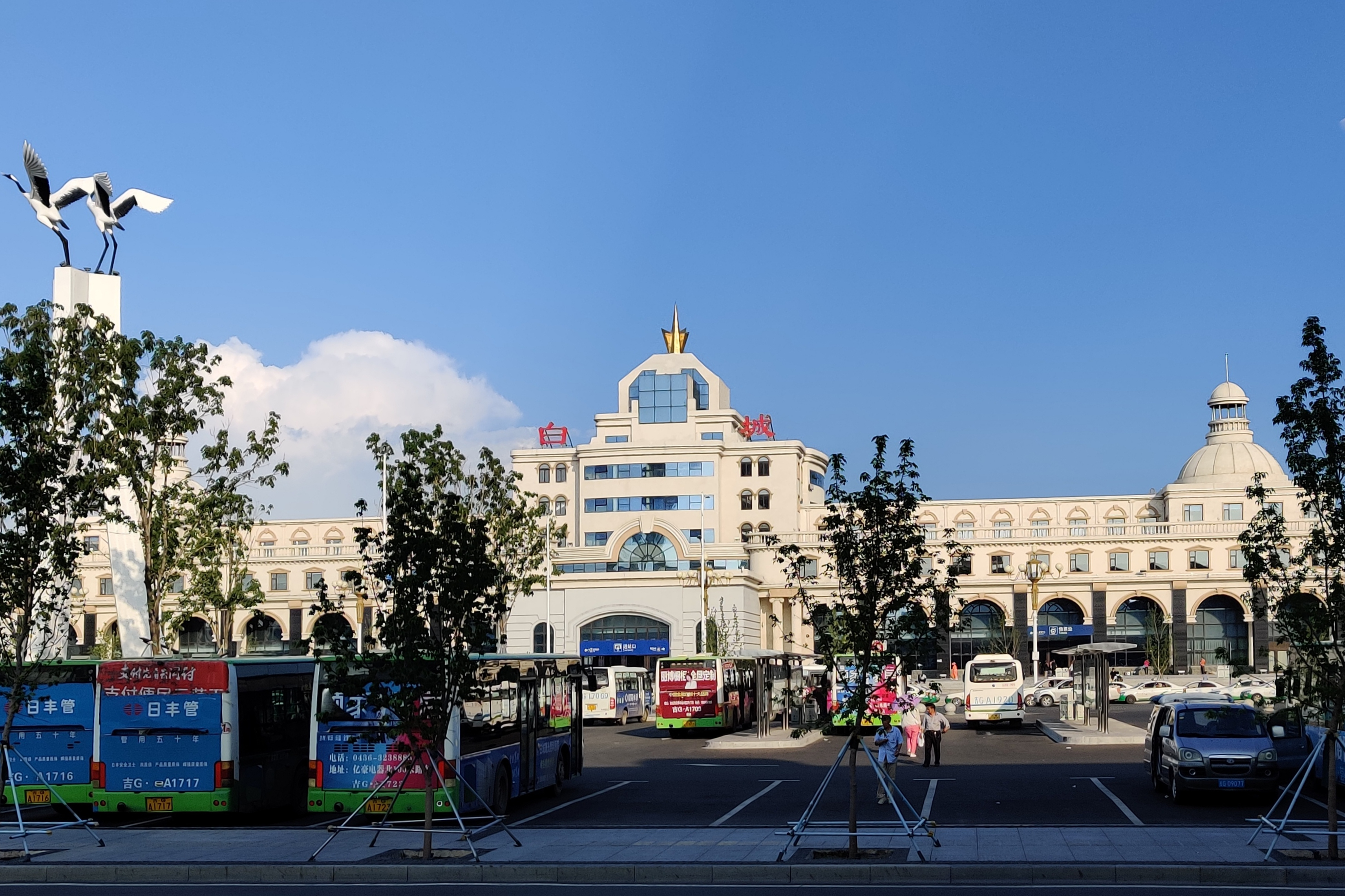
平斉線、長白線、白阿線が接続する白城駅

- 中国国家鉄路集団
  - 平斉線
  - 通譲線
  - 長白線（中国語版）
  - 白阿線（中国語版）

### 道路
- 高速道路
  -  琿烏高速道路
  -  鉄科高速道路（中国語版）
  -  双嫩高速道路（中国語版）
- 国道
  -  G231国道（中国語版）
  -  G232国道（中国語版）
  -  G302国道
  -  G334国道（中国語版）
  -  G503国道（中国語版）